# Before Today
『Before Today』（ビフォー・トゥディ）は、日本のバンド・THE NOVEMBERSのベスト・アルバム である。2017年9月13日にMAGNIPH/Hostessより発売された。

## 概要
バンド初のベスト・アルバム。前作「Hallelujah」から約1年振りのリリースで、通常盤、完全生産限定盤の2種での発売。
完全生産限定盤はオリジナルBOX仕様、非売品Tシャツ、限定ミニトートバッグ、オリジナル文庫本、限定ポストカード、限定クリアファイルが付属している。

## 収録曲

### Disc 1
1. Romancé
5thアルバム「Rhapsody in beauty」収録曲。
2. 美しい火
6thアルバム「Hallelujah」収録曲。
3. Blood Music. 1985
5thアルバム「Rhapsody in beauty」収録曲。
4. 鉄の夢
4thアルバム「Zeitgeist」収録曲。
5. human flow
dipの楽曲のカバー。
6. Flower of life
4thアルバム「Zeitgeist」収録曲。
7. きれいな海へ
5th EP「Elegance」収録曲。
8. mer
2nd EP「paraphilia」収録曲。
9. Misstopia
2ndアルバム「Misstopia」収録曲。
10. はじまりの教会
3rdアルバム「To（melt into）」収録曲。
11. こわれる
1stアルバム「picnic」収録曲。
12. 最近あなたの暮らしはどう（Before Today ver.）
1st EP「THE NOVEMBERS」収録曲の再録バージョン。

### Disc 2
1. 黒い虹
4thシングル。
2. Xeno
5thアルバム「Rhapsody in beauty」収録曲。
3. dogma
4th EP「Forth wall」収録曲。
4. Sky Crawlers
4thアルバム「Zeitgeist」収録曲。
5. keep me keep me keep me
2nd EP「paraphilia」収録曲。
6. GIFT
3rd EP「GIFT」収録曲。
7. 再生の朝
1stシングル「（Two）into holy」収録曲。
8. 永遠の複製
3rdアルバム「To（melt into）」収録曲。
9. dysphoria（Before Today ver.）
2ndアルバム「Misstopia」収録曲の再録バージョン。
10. アマレット
1stアルバム「picnic」収録曲。
11. バースデイ
1st EP「THE NOVEMBERS」収録曲。
12. 今日も生きたね
2ndシングル。

## クレジット
- 作詞
  - 小林祐介（Disc1 #5以外）
  - ヤマジカズヒデ（Disc1 #5）
- 作曲
  - 小林祐介（Disc1 #1, 2, 3, 6, 7 Disc2 #1, 2, 4, 7, 8, 12）
  - THE NOVEMBERS（Disc1 #8, 9, 10, 11, 12 Disc 2 #5, 6, 9, 10, 11）
  - 小林祐介/高松浩史（Disc1 #4 Disc2 #3）
  - ヤマジカズヒデ（Disc1 #5）